# Eritrosiderite
La eritrosiderite è un minerale.